# Strymon muskoka
Strymon muskoka är en fjärilsart som beskrevs av Watson och Comstock 1920. Strymon muskoka ingår i släktet Strymon och familjen juvelvingar. Inga underarter finns listade i Catalogue of Life.